# Gaetano Cantoni
Pour les articles homonymes, voir Cantoni.

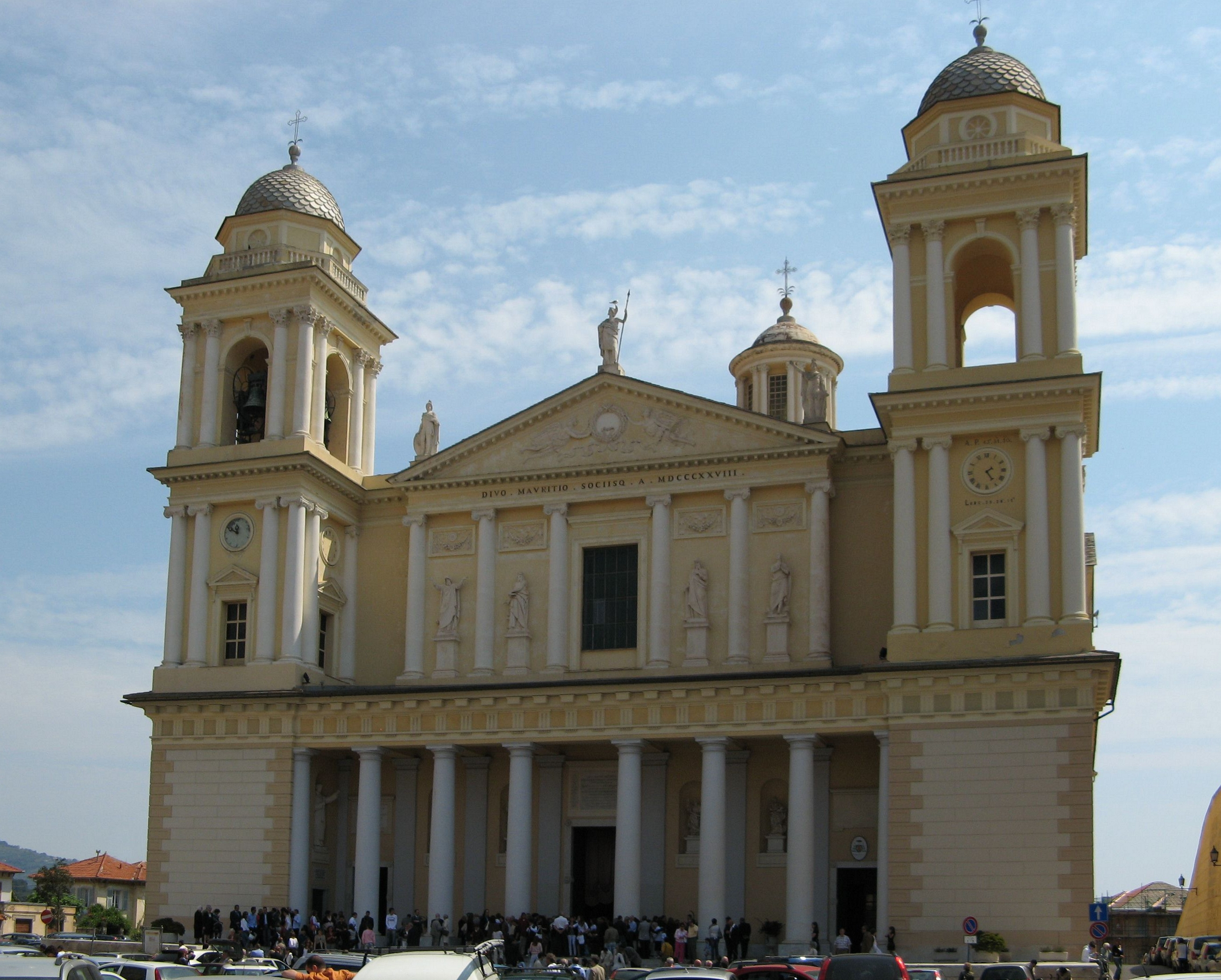
Dôme San Maurizio à Porto Maurizio (Imperia)

Gaetano Cantoni (Gênes, 1745 – 5 novembre 1827) est un architecte italien de la famille d'artistes italiens des Cantoni, qui a été surtout actif en Ligurie.

## Biographie
Né d'une famille du canton du Tessin, originaire de Muggio près de Mendrisio, son père Pietro Cantoni est architecte militaire de la République ligurienne, son frère est le célèbre architecte Simone Cantoni, qui travailla principalement en Lombardie où il élabora une forme de néoclassicisme plus monumental.
Il s'est formé à l'Accademia ligustica di Belle Arti dans une période où l'enseignement de l'architecture portait principalement sur l'architecture militaire qui prévalait jusqu'à négliger et minimiser l'architecture civile. Comme d'autres (Emanuele Tagliafichi (it)), il se rendit à Rome et étudia le néoclassicisme romain, ce qui lui permit de se détacher de cette tendance exclusivement militaire.
En 1778, il assista son frère Simone dans la reconstruction du palais ducal de Gênes où il rencontra G.B. Liutardi, le syndic de Port Maurizio (aujourd'hui absorbé par la commune d'Imperia), qui le commandita pour la reconstruction du dôme de Port Maurizio pour lequel il prit comme modèle la basilique Santa Maria Assunta de l'architecte de la Renaissance Galeazzo Alessi. La construction du dôme commencée en 1781 se poursuivit jusqu'à sa mort le 5 novembre 1827.
En 1785, il entama la construction de la nouvelle église collégiale San Giovanni Battista, paroissiale de Pieve di Teco, qui fut terminée en 1806.

## Œuvres

### À Gênes
- Projet de la grandiose façade du palais ducal.
- Reconstruction en style néoclassique de la façade médiévale de l'église Santa Sabina.
- Projet de la chapelle Santa Caterina in Portoria.

## Sources
- (it) Cet article est partiellement ou en totalité issu de l’article de Wikipédia en italien intitulé « Gaetano Cantoni (architetto) » (voir la liste des auteurs).